# Паљина
Паљина је насељено место у градској општини Црвени Крст на подручју града Ниша у Нишавском округу. Налази се у подножју Попове главе и у подручју Топоничке реке, на око 13 км северно од центра Ниша. Према попису из 2022. било је 178 становника (према попису из 1991. било је 335 становника).

## Историја
Паљина је старо, још у средњем веку формирано село. Турски попис 1498. године га затиче с 62 домаћинства, 20 неожењених, 9 удовичких домаћинстава и 3 рајинске воденице (које раде целе године). Након тешког периода преживљеног у каснијем периоду турске владавине (после устанка 1841. године била је спаљена), ушла је у састав Србије децембра 1877. године као удвојено сточарско-ратарско село (Горња и Доња Паљина). У време ослобођења од Турака као стариначки родови затечени су: Перишанци, Тошинци, Марковци, Радовановци, Деда-Вановци, Савинци и Пантоновци. У то време и у читавом низу деценија крајем 19. и у првој половини 20. века, Горња Паљина је била веће село. Почетком 20. века (1920. године) Паљина је мање удвојено село са 46 добрим делом задружних домаћинстава и 429 становника.
После Другог светског рата овај однос се изменио у корист Доње Паљине јер је преовладала тенденција напуштања старих положаја и измештања домаћинстава ка долини Топоничке реке, односно ка њеном саобраћајном систему. У истом периоду одвијао се и постепени преображај пољопривреде с преовлађујуће сточарско-шумске привреде на ратарство. После Другог светског рата, од шездесетих година 20. века, село је захваћено и значајним исељавањем (највише у Ниш — Насеље Ратко Јовић), ојачале су тенденције преструктурализације пољопривреде у правцу мешовите привреде с порастом дневне миграције ка Нишу и Психијатриској болници у Горњој Топоници.
Према подацима пописа у Паљини је у 1971. години живело 61 пољопривредно, 62 мешовита и 6 непољопривредних домаћинстава.

## Саобраћај
До насеља се може доћи приградским линијама 32 ПАС Ниш - Чамурлија - Горња Топоница - Берчинац - Паљина - Миљковац - Вело Поље - Кравље и линијом 32Л ПАС Ниш - Чамурлија - Горња Топоница - Берчинац - Паљина - Миљковац - Вело Поље - Палиграце.

## Демографија
У насељу Паљина живи 191 пунолетни становник, а просечна старост становништва износи 49,0 година (47,9 код мушкараца и 50,2 код жена). У насељу има 73 домаћинства, а просечан број чланова по домаћинству је 2,44.
Ово насеље је великим делом насељено Србима (према попису из 2002. године), а у последња три пописа, примећен је пад у броју становника.
|  |

| Демографија | Демографија | Демографија |
| Година      | Становника  | Становника  |
| ----------- | ----------- | ----------- |
| 1948.       | 654         |             |
| 1953.       | 639         |             |
| 1961.       | 628         |             |
| 1971.       | 472         |             |
| 1981.       | 384         |             |
| 1991.       | 335         | 328         |
| 2002.       | 272         | 277         |
| 2011.       | 234         |             |
| 2022.       | 178         |             |

| Етнички састав према попису из 2002.‍ | Етнички састав према попису из 2002.‍ | Етнички састав према попису из 2002.‍ | Етнички састав према попису из 2002.‍ | Етнички састав према попису из 2002.‍ |
| ------------------------------------ | ------------------------------------ | ------------------------------------ | ------------------------------------ | ------------------------------------ |
|                                      |                                      |                                      |                                      |                                      |
| Срби                                 | Срби                                 |                                      | 266                                  | 97,79%                               |
| Македонци                            | Македонци                            |                                      | 1                                    | 0,36%                                |
| непознато                            | непознато                            |                                      | 5                                    | 1,83%                                |

| Година пописа     | 1948. | 1953. | 1961. | 1971. | 1981. | 1991. | 2002. |
| ----------------- | ----- | ----- | ----- | ----- | ----- | ----- | ----- |
| Број домаћинстава | 109   | 121   | 130   | 129   | 119   | 107   | 94    |

| Број чланова      | 1  | 2  | 3 | 4 | 5 | 6  | 7 | 8 | 9 | 10 и више | Просек |
| ----------------- | -- | -- | - | - | - | -- | - | - | - | --------- | ------ |
| Број домаћинстава | 25 | 30 | 9 | 7 | 8 | 13 | 2 | 0 | 0 | 0         | 2,89   |

| Пол    | Укупно | Неожењен/Неудата | Ожењен/Удата | Удовац/Удовица | Разведен/Разведена | Непознато |
| ------ | ------ | ---------------- | ------------ | -------------- | ------------------ | --------- |
| Мушки  | 124    | 26               | 78           | 14             | 6                  | 0         |
| Женски | 117    | 15               | 76           | 25             | 1                  | 0         |
| УКУПНО | 241    | 41               | 154          | 39             | 7                  | 0         |

| Пол    | Укупно                    | Пољопривреда, лов и шумарство | Рибарство                            | Вађење руде и камена | Прерађивачка индустрија       |
| ------ | ------------------------- | ----------------------------- | ------------------------------------ | -------------------- | ----------------------------- |
| Мушки  | 47                        | 6                             | 0                                    | 0                    | 8                             |
| Женски | 20                        | 6                             | 0                                    | 0                    | 2                             |
| УКУПНО | 67                        | 12                            | 0                                    | 0                    | 10                            |
| Пол    | Производња и снабдевање   | Грађевинарство                | Трговина                             | Хотели и ресторани   | Саобраћај, складиштење и везе |
| Мушки  | 2                         | 5                             | 5                                    | 1                    | 6                             |
| Женски | 0                         | 0                             | 1                                    | 3                    | 0                             |
| УКУПНО | 2                         | 5                             | 6                                    | 4                    | 6                             |
| Пол    | Финансијско посредовање   | Некретнине                    | Државна управа и одбрана             | Образовање           | Здравствени и социјални рад   |
| Мушки  | 0                         | 0                             | 2                                    | 1                    | 10                            |
| Женски | 0                         | 0                             | 0                                    | 0                    | 7                             |
| УКУПНО | 0                         | 0                             | 2                                    | 1                    | 17                            |
| Пол    | Остале услужне активности | Приватна домаћинства          | Екстериторијалне организације и тела | Непознато            | Непознато                     |
| Мушки  | 1                         | 0                             | 0                                    | 0                    | 0                             |
| Женски | 1                         | 0                             | 0                                    | 0                    | 0                             |
| УКУПНО | 2                         | 0                             | 0                                    | 0                    | 0                             |